# SK Sturm Graz
SK Sturm Graz är en fotbollsklubb i Graz i Österrike, grundad 1909. Hemmamatcherna spelas på Merkur-Arena.

## Historia

### Osim-eran
1994 tog den bosniska tränaren Ivica Osim över Sturm Graz och han kunde snabbt leda klubben till dess största framgångar. Säsongen 1994/95 blev Sturm Graz vice-mästare och 1997/98 blev man för första gången mästare när Graz tog hem den österrikiska ligan med hela 19 poängs försprång. Den bästa säsongen kom 1998/99 då man försvarade ligatiteln och dessutom tog en österrikisk "trippel" med seger i cupen och i supercupen. Framgångarna gjorde att klubben deltog i Uefa Champions League under flera säsonger med den bästa säsongen 2000/01 då man gick vidare från gruppspelet.
En backlash på de stora framgångarna följde under 2002 då klubben återigen fick dålig ekonomi och kritik riktades åt olika håll inom klubben. Det fick också succétränaren Osim att avgå trots att Sturm Graz återigen var med i toppen och hamnade på en andraplats 2001/02. Sturm Graz kunde sedan inte bygga vidare på framgångarna och det berodde bland annat på stor spelaromsättning och därmed avsaknad av kontinuitet. Den svåra ekonomiska situationen gjorde att klubben fick inrikta sig på att vara kvar i ligan.
Säsongen 2010/11 blev Sturm Graz mästare igen och klubben vann även cupen 2009/10 och 2017/18 samt var en av elva vinnare av Intertotocupen 2008.

## Placering senaste säsonger
| Säsong    | Nivå | Liga       | Placering | Referens |
| --------- | ---- | ---------- | --------- | -------- |
| 2011/2012 | 1    | Bundesliga | 5         | [ 1 ]    |
| 2012/2013 | 1    | Bundesliga | 4         | [ 2 ]    |
| 2013/2014 | 1    | Bundesliga | 5         | [ 3 ]    |
| 2014/2015 | 1    | Bundesliga | 4         | [ 4 ]    |
| 2015/2016 | 1    | Bundesliga | 5         | [ 5 ]    |
| 2016/2017 | 1    | Bundesliga | 3         | [ 6 ]    |
| 2017/2018 | 1    | Bundesliga | 2         | [ 7 ]    |
| 2018/2019 | 1    | Bundesliga | 5         | [ 8 ]    |
| 2019/2020 | 1    | Bundesliga | 6         | [ 9 ]    |
| 2020/2021 | 1    | Bundesliga | 3         | [ 10 ]   |
| 2021/2022 | 1    | Bundesliga | 2         | [ 11 ]   |
| 2022/2023 | 1    | Bundesliga | 2         | [ 12 ]   |
| 2023/2024 | 1    | Bundesliga | 1         | [ 13 ]   |
| 2024/2025 | 1    | Bundesliga |           | [ 14 ]   |

## Spelare

### Spelartrupp
| Nr | Land                    | Pos | Namn                                |
| -- | ----------------------- | --- | ----------------------------------- |
| 4  | Slovenien               | F   | Jon Gorenc Stanković                |
| 5  | Schweiz                 | F   | Gregory Wüthrich                    |
| 6  | Österrike               | F   | David Nemeth (lån från Mainz 05 II) |
| 9  | Albanien                | A   | Bekim Balaj                         |
| 10 | Georgien                | MF  | Otar Kiteishvili                    |
| 11 | Bosnien och Hercegovina | F   | Jusuf Gazibegović                   |
| 13 | Österrike               | MF  | Jakob Jantscher                     |
| 14 | Österrike               | F   | Paul Komposch                       |
| 15 | Österrike               | MF  | Sebastian Zettl                     |
| 17 | Österrike               | MF  | Lukas Jäger                         |
| 18 | Österrike               | MF  | Philipp Huspek                      |
| 19 | Österrike               | MF  | Andreas Kuen                        |

| Nr | Land      | Pos | Namn                 |
| -- | --------- | --- | -------------------- |
| 20 | Österrike | A   | Kevin Friesenbichler |
| 23 | Ghana     | A   | Kelvin Yeboah        |
| 24 | Österrike | F   | Sandro Ingolitsch    |
| 25 | Österrike | MF  | Stefan Hierländer    |
| 27 | Österrike | MV  | Jörg Siebenhandl     |
| 29 | Zambia    | A   | Francisco Mwepu      |
| 30 | Österrike | MF  | Ivan Ljubić          |
| 32 | Österrike | MV  | Tobias Schützenauer  |
| 33 | Kosovo    | MF  | Dardan Shabanhaxhaj  |
| 35 | Österrike | F   | Niklas Geyrhofer     |
| 36 | Österrike | F   | Vincent Trummer      |
| 44 | Mali      | F   | Amadou Dante         |

### Kända spelare
- Ivica Vastić
- Walter Schachner

## Tränare
- Ivica Osim
- Otto Baric